# 히카리노모리역
히카리노모리역(일본어: 光の森駅)은 일본 구마모토현 구마모토시 기타구에 위치한 규슈 여객철도 호히 본선의 철도역이다. 섬식 승강장 1면 2선의 구조를 갖춘 지상역이다. 역 내에는 과선교가 설치되어 있다.

## 타는 곳
| 1 · 2 | ■ 호히 본선 | (상행) | 스이젠지 · 구마모토 방면 |
| 1 · 2 | ■ 호히 본선 | (하행) | 히고오즈 · 아소 방면     |

## 역 주변
- 유메타운 히카리노모리
- 국도 제57호선

## 역사
- 2006년 3월 18일 : 개업.
- 2007년 3월 18일 : 이 역 시발의 아침 정차를 설치.
- 2012년 12월 1일 : 교통계 IC카드 SUGOCA 도입.

## 인접 역
| 호히 본선                | 호히 본선   | 호히 본선          |
| ------------------------ | ----------- | ------------------ |
| 무사시즈카 구마모토 방면 | ■ 호히 본선 | 산리기 오이타 방면 |